# 性感

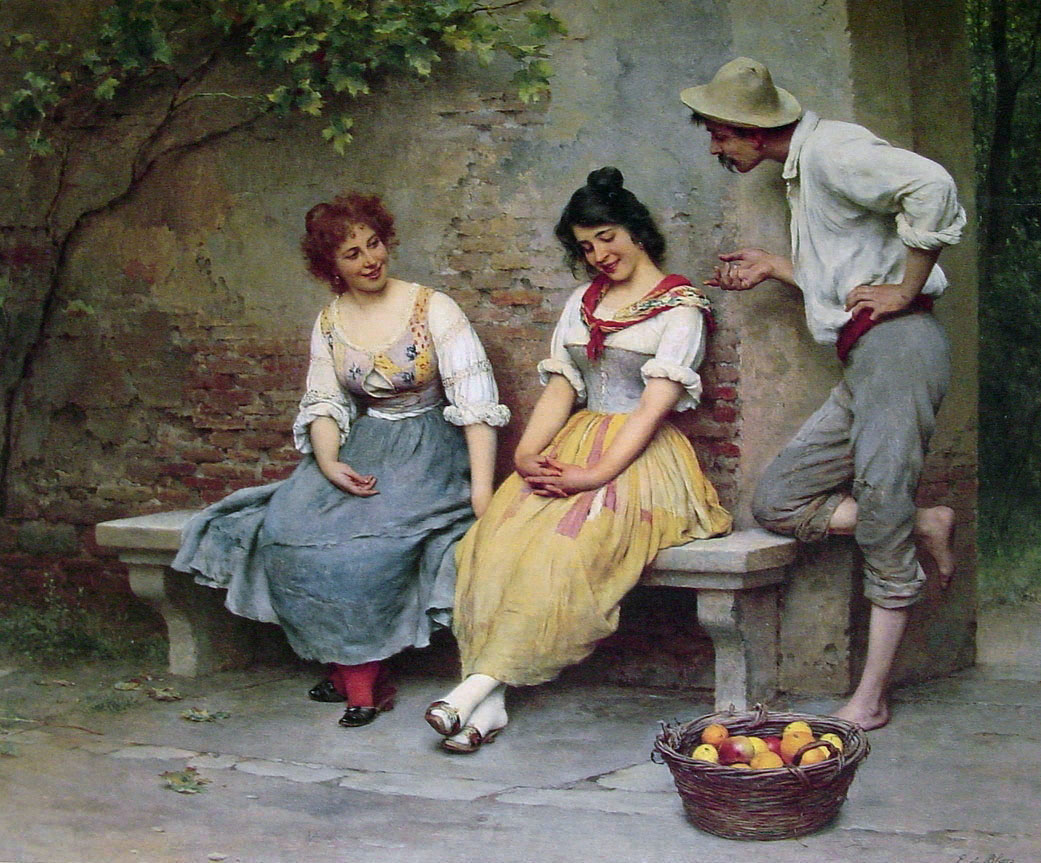
Eugen de Blaas 描繪調情的油畫作品。

性吸引力是基於性慾或引起別人這種興趣的吸引力，即一個人在性方面吸引其他人的能力，是性選擇或擇偶的一個因素。 吸引力可以來自一個人的身體或其他品質或特徵，或者是這些品質出現的背景。吸引力可能出自一個人的審美、動作、聲音或氣味等與其他感官刺激接受者之互動產生的結果。吸引力可以通過一個人的裝飾品、衣服、香水等裝扮風格來增強。 它可能會受到個人遺傳或文化因素的影響，或者受到其他更不穩定的品質的影響。性吸引也是對另一個人的一種反應，這取決於擁有特定特徵的人和被吸引的人的感知的契合。
儘管已經嘗試設計性吸引力的客觀標準並將其作為資本資產的幾種身體形式之一進行衡量（參見性資本），但一個人的性吸引力在很大程度上是一種主觀衡量標準，取決於另一個人的興趣、感知和性取向等。例如，同性戀者通常會發現同生理性別對其來說更有吸引力，雙性戀者則會發現任何一種性別都具有吸引力，而無性戀是指那些對任何一種性別都沒有性吸引力的人，儘管他們可能有浪漫的吸引力或非定向性慾。 人際吸引力包括諸如身體或心理相似性、熟悉度或擁有共同或熟悉特徵的優勢、相似性、互補性、相互喜歡和強化等因素。
一個人的身體和其他品質對他人產生性興趣的能力是在廣告、電影和其他視覺媒體以及模特和其他職業中使用的基礎。
用演化論的術語來說，排卵轉移假說（英語：Ovulatory shift hypothesis）假設女性在月經週期中表現出不同的性行為和性慾，以確保在最有生育能力的時期吸引高品質的伴侶與之交配。 整個月經週期的激素水平會影響女性的外在行為，影響女性在月經週期階段向他人展示自己的方式，以期在女性臨近排卵期時吸引優質伴侶。

## 社會和生物因素
人類的性有很多方面。 在生物學中，性描述了存在於所有有性繁殖物種中的生殖機制和基本生物驅動力，並且可以包括所有形式的性交和性接觸。 性也有情感和身體方面的問題。 這些與個人之間的聯繫有關，可以通過深刻的感受或情感來表達。 在社會層面，它可以涵蓋文化、政治和法律方面； 從哲學上講，它可以跨越道德、倫理、靈性和宗教等方面。
一個人性慾的哪些方面吸引另一個人受文化因素的影響； 它隨著時間和個人因素而變化。 影響因素可能更多地取決於亞文化涉及性別領域之部分，或者僅僅取決於個人的偏好。 這些偏好是多種複雜的遺傳和文化等因素交互影響的結果。
一個人的外貌對其性吸引力有著至關重要的影響。 這涉及到一個人的外表對感官的影響，尤其是在一段關係的開始，其中：
- 視覺感知（臉部的對稱性、外貌吸引力、身體健康外顯跡象以及他們行動或移動時呈現出來的狀態）；
- 聽覺（說話的聲音和動作發出的聲響等）；
- 嗅覺（所被接收到的氣味）；
- 體感系統（例如觸摸和溫度）。

費洛蒙已被確定在人與人之間的性吸引力中發揮作用。 它們影響性腺激素的分泌，例如，女性卵巢中的卵泡成熟以及男性睾丸激素和精子的產生。
有些人表現出高度的性戀物癖，並受到通常與性喚起無關的其他刺激的性刺激。 這種癖好在不同文化中存在或曾經存在的程度是有爭議的。

### 外貌吸引力為主要標準
在 1995 年的一項研究中，Pamela Regan 和 Ellen Berscheid 證明，對於 90% 的受訪男性和女性而言，外表是女性性吸引力的主要因素。但對 76% 的受訪者來說，男性的性吸引力也基於外表。 Clayson 和 Klassen (1989年)，Davis-Pyles、Conger 和 Conger (1990年)，Lamb、Jackson、Cassiday 和 Priest (1993年) 以及其他研究人員證明，瘦但非過瘦的人顯然比超重的人更受歡迎。肥胖的人被列為性吸引力最低的人。根據 Grammer 和 Thornhill (1994年) 以及 Jones 和 Hill (1993年) 的說法，對稱的臉部特徵除了增強體格外還增加了性吸引力，因此根據 Cunningham、Barbee 和 Pike (1986年, 1990年) 的說法，呈現出幼態延續特徵的臉部特別受歡迎。

## 強化
出於多種原因，人們有意識或無意識地增強了他們的性吸引力。 除了其他可能的目的外，這可能是為了吸引可以與之建立更深層次關係的人，以陪伴、生育或建立親密關係。 它可以是求愛過程的一部分。 這可能涉及物理方面或互動過程，人們藉此可以找到並吸引潛在的合作夥伴，並維持關係。 這些過程涉及吸引伴侶和保持性興趣，可以包括調情，可以用來吸引另一個人的性注意力以鼓勵浪漫關係或性關係，還可以涉及肢體語言、談話或短暫的身體接觸。

## 性和性別差異
與女性相比，男性對休閒性行為更感興趣。 一些研究表明，這種興趣更大程度源自社會層面而非生物層面。 男性比女性對視覺性刺激更感興趣。 女性在選擇性伴侶時對伴侶地位更加敏感，而男性則更加重視潛在伴侶的外貌吸引力。男性更傾向於性嫉妒，而女性更傾向於情感嫉妒。
Bailey、Gaulin、Agyei 和 Gladue 分析了這些結果是否因性取向而異。 總的來說，他們發現生理性別在性吸引心理學中比性取向發揮更大的作用。 然而，在這些因素上，同性戀和異性戀之間存在一些差異。 雖然男同性戀者和異性戀男性在社交性標誌物上對隨意性行為表現出相似的心理興趣，但男同性戀者在表達這種興趣的行為中表現出更多的伴侶（推測是由於機會差異）。 與異性戀女性相比，自我認同的女同性戀者對視覺性刺激表現出更大的興趣，並且判斷伴侶身份在浪漫夥伴關係中不那麼重要。 異性戀男性比同性戀男性更偏愛年輕伴侶。 無性戀者可能不會被任何人吸引。 灰色無性戀包括那些只在特定情況下經歷性吸引的人； 例如，僅在形成情感紐帶之後。 這往往因人而異。

## 性偏好和荷爾蒙
排卵轉變假說（英語：Ovulatory shift hypothesis）顯示，女性傾向於在其月經周期的各個階段表現出不同的性行為和性慾。 2014 年發表的兩項薈萃分析就現有證據是否足以支持女性擇偶偏好在整個週期中發生變化的預測得出了相反的結論。 較新的 2018 年評論並未顯示女性在生育週期的不同時間改變她們想要的男性類型。

### 排卵和裝扮效應
整個月經週期的激素水平會影響女性的偏好行為和外在行為。 裝扮效應是一種受月經週期階段影響的現象，指的是女性向他人展示自己的方式，以吸引潛在的性伴侶。 研究發現，許多女性在其排卵期即將發生前後，其裝扮之性吸引力會愈趨明顯。
女性可能對其整個週期中身體吸引力的變化很敏感，因此在他們最具生育能力的階段吸引力水平會增加。 
在荷爾蒙失調期間，女性會出現性活動高峰。 由於這些發現是針對女性發起的性活動而不是男性發起的活動記錄的，因此原因似乎是月經週期中的荷爾蒙變化。
研究顯示月經週期會影響絕經前女性的性行為頻率。 例如，每週與男性發生性行為的女性的月經週期平均持續 29 天，而性行為不頻繁的女性往往有更極端的周期長度。

### 男性對排卵的反應
女性週期中荷爾蒙的變化會影響她的行為方式以及男性對她的行為方式。 研究發現，與處於黃體期時相比，處於生育期最有生育力期間的男性對伴侶的關注和愛要多得多。 在這個階段，男性對伴侶的嫉妒和占有欲容易增強。

## 抑制性吸引力之文化
不同時代、不同地區和不同文化對性感的觀念皆有所不同。在某些文化或某些場合性感或過分性感被認為是不道德表現。

### 禁欲主義
禁欲主義認為，慾念令人失去自控，繼而犯罪。性感挑起性欲，容易引發性罪行，如性侵犯及非禮等，所以反對性感。一些禁欲主義為主的宗教國家如部分伊斯蘭國家，甚至不可露出皮膚。

### 精神集中
性感吸引人的注意，同時易於令人分心，所以一些需要集中及莊嚴嚴肅的場合不適合性感。如葬禮及彌撒等。

### 關係禁忌
性感用來吸引別人，在某些被視為禁忌的關係，如師生戀、外遇及戀童等，所以在某些身份亦不可以性感，如教師、已婚男女及小孩等。

## 也可以看看
- 性感帶
- 有性生殖的演化
- 婚配制度
- 性感象徵
- 性興奮
- 性資本
- 兩性異形
- 韋斯特馬克效應
- 遺傳性性吸引
- 人類擇偶策略
- 暈輪效應